# Пасифаја (Алкеј)
Пасифаја (грч. Πασιφάη, комедија аутора Алкелеја, који је био  старогрчки комедиограф и стварао у оквиру старе атичке комедије.